# Митровка, Михаил Николаевич
Михаил Николаевич Митровка (укр. Митровка Михайло Миколайович; род. 29 октября 1948, с. Кибляры, Закарпатская область) — советский, украинский дирижёр и музыкальный педагог; заслуженный работник культуры Украины.

## Биография
В школьные годы пел в ученическом хоре Киблярской семилетней школы (педагоги — Золтан Жофчак, Степан Грабар). С 1957 года, окончив Мукачевское педагогическое училище, работал учителем пения Черноголовской средней школы (Великоберезнянский район).
С 1959 года учился на дирижёрско-хоровом отделении Ужгородского музыкального училища (класс Ивана Сопка), по окончании которого в 1963 году поступил на отделение хорового дирижирования Харьковского института культуры (с перерывом на военную службу, в период которой был секретарём комсомольской организации дивизиона). Окончив институт, работал там же секретарём комитета комсомола, затем — инспектором областного управления культуры, помощника председателя Ужгородского горисполкома по культуре. В 1971—1978 годах — директор областной филармонии; в эти годы в филармонии был установлен орган; уделял внимание развитию Закарпатского народного хора.
C 1978 года — заведующий дневным отделением, заместитель директора Ужгородского музыкального училища, с 1985 — директор Ужгородского училища культуры (в настоящее время — Ужгородского колледжа культуры и искусств), с 2000 — одновременно декан Ужгородского факультета Киевского национального университета культуры и искусств, доцент.
Кроме того, руководит любительскими хоровыми коллективами, участвует в учительском хоре колледжа и мужском вокальном квартете «Цімбори». Более 20 лет был художественным руководителем ансамбля песни и танца Ужгородского машиностроительного завода.
Автор научных работ в области фольклористики, истории музыкального образования на Закарпатье XIX-XX веков, научно-методических пособий.

## Награды
- Заслуженный работник культуры Украины[1]